# Inverted House
Das Inverted House (deutsch: umgekehrtes Haus) ist ein experimentelles Haus, das 2016 von einem Team der Architektur- und Designhochschule Oslo in Taiki-cho, Hokkaidō entworfen wurde.

## Baugeschichte
Das bei einem Studentenwettbewerb preisgekrönte und mit 15.000 $ prämierte Projekt wurde im Jahr 2016 nach Plänen eines Teams der AHO Oslo in Zusammenarbeit mit Kengo Kuma & Associates vollendet. Thema des jährlich von der LIXIL JS Foundation ausgeschriebenen Architekturwettbewerbs ist atypisch: House for Enjoying the Harsh Cold (deutsch: Ein Haus, um die strenge Kälte zu genießen). Im November 2014 begannen die Planungen und im Januar 2016 folgte die Fertigstellung des Gästehauses.

## Architektur
Vier Räume gleicher Hierarchie werden durch zwei sich rechtwinklig kreuzende Sichtbetonwände definiert. Die Umfassungen der vier Außenräume – Dächer und Böden – definieren ihre Beziehung zum Außenraum. Der Berührungspunkt der zwei sich kreuzenden Wände wird durch zwei Feuerstellen verstärkt. Eine dritte Wand, welche sich mit der längeren der beiden Hauptwände kreuzt, schafft den Schlafbereich. Der einzige Innenraum des Hauses ist zwischen den beiden Kreuzen situiert – ein langer und dunkler Raum mit Sicht auf Erdboden.

## Beteiligte Architekten
- Professoren: Raphael Zuber, Neven Fuchs-Mikac, Thomas McQuillan[6]
- Studenten: Laura Cristea, Mari Nysveen Hellum, Stefan Hurrell, Niklas Lenander[7]
- Bauleitung: Kengo Kuma & Associates und Laura Cristea[8]

## Auszeichnungen und Preise
- 2017: S-ARCH Award in der Kategorie Completed projects[9]
- 2017: High Commendation – AR House Award von The Architectural Review[10]